# Grand Chess Tour
Le Grand Chess Tour est un circuit annuel de tournois d'échecs créé en 2015 auxquels les meilleurs joueurs mondiaux sont invités.
Les premières éditions ont été remportées par Magnus Carlsen (en 2015 et 2017), Wesley So (en 2016 et 2021), Hikaru Nakamura (en 2018), Ding Liren (en 2019), Alireza Firouzja (en 2022 et 2024) et Fabiano Caruana (en 2023).

## Genèse
La création du circuit est annoncée le 24 avril 2015 lors d'une conférence de presse tenue au Chess Club and Scholastic Center of Saint Louis à Saint-Louis aux États-Unis,. Ce circuit a pour but de fournir une structure unifiée à trois événements majeurs du monde échiquéens afin d'augmenter la visibilité médiatique et compétitive des différents tournois le constituant.

## Palmarès

### Classement général
| Année | Vainqueur                            | Deuxième                             | Troisième                            | Quatrième                            | Cinquième(s)                         | Sixième(s)                           | Septième(s)                            |
| ----- | ------------------------------------ | ------------------------------------ | ------------------------------------ | ------------------------------------ | ------------------------------------ | ------------------------------------ | -------------------------------------- |
| 2015  | Magnus Carlsen                       | Anish Giri                           | Levon Aronian                        | Maxime Vachier-Lagrave               | Hikaru Nakamura                      | Veselin Topalov                      | Aleksandr GrichtchoukViswanathan Anand |
| 2016  | Wesley So                            | Hikaru Nakamura                      | Fabiano Caruana                      | Magnus Carlsen                       | Viswanathan Anand Levon Aronian      | Viswanathan Anand Levon Aronian      | Maxime Vachier-Lagrave                 |
| 2017  | Magnus Carlsen                       | Maxime Vachier-Lagrave               | Levon Aronian                        | Hikaru Nakamura                      | Fabiano Caruana                      | Sergueï Kariakine                    | Wesley SoIan Nepomniachtchi            |
| 2018  | Hikaru Nakamura                      | Maxime Vachier-Lagrave               | Fabiano Caruana                      | Levon Aronian                        | Wesley So                            | Sergueï Kariakine                    | Shakhriyar Mamedyarov                  |
| 2019  | Ding Liren                           | Maxime Vachier-Lagrave               | Magnus Carlsen                       | Levon Aronian                        | Sergueï Kariakine                    | Viswanathan Anand                    | Wesley So                              |
| 2020  | Le Grand Chess Tour 2020 est annulé. | Le Grand Chess Tour 2020 est annulé. | Le Grand Chess Tour 2020 est annulé. | Le Grand Chess Tour 2020 est annulé. | Le Grand Chess Tour 2020 est annulé. | Le Grand Chess Tour 2020 est annulé. | Le Grand Chess Tour 2020 est annulé.   |
| 2021  | Wesley So                            | Maxime Vachier-Lagrave               | Shakhriyar Mamedyarov                | Fabiano Caruana                      | Richárd Rapport                      | Levon Aronian                        | Anish Giri                             |
| 2022  | Alireza Firouzja                     | Wesley So                            | Maxime Vachier-Lagrave               | Fabiano Caruana                      | Levon Aronian Ian Nepomniachtchi     | Levon Aronian Ian Nepomniachtchi     | Leinier Dominguez                      |
| 2023  | Fabiano Caruana                      | Maxime Vachier-Lagrave               | Wesley So                            | Ian Nepomniachtchi                   | Alireza Firouzja                     | Richárd Rapport                      | Jan-Krzysztof Duda                     |
| 2024  | Alireza Firouzja                     | Fabiano Caruana                      | Maxime Vachier-Lagrave               | Wesley So                            | Praggnanandhaa                       | Gukesh                               | Ian Nepomniachtchi                     |
| 2025  | ..                                   |                                      |                                      |                                      |                                      |                                      |                                        |

En 2016, le champion du monde Magnus Carlsen ne participa qu'à deux tournois du Grand Chess Tour : les tournois rapides et blitz de Paris et Louvain.
En 2018, le champion du monde Magnus Carlsen ne participa qu'à un seul tournoi du Grand Chess Tour : la Coupe Sinquefield 2018.

### Vainqueurs des tournois
En gras : le vainqueur du Grand Chess Tour.
| Année | Tournois blitz et rapides | Tournois classiques | Tournoi final                                                                                     |
| ----- | --- | --- | ------------------------------------------------------------------------------------------------- |
| 2015  | | Stavenger (Norway Chess) : Veselin Topalov Saint-Louis (Coupe Sinquefield) : Levon Aronian                                                                              | Londres (Chess Classic) : Magnus Carlsen (vainqueur du départage pour la 1re place)               |
| 2016  | Paris : Hikaru Nakamura Louvain : Magnus Carlsen                                                                                       | Saint-Louis (Coupe Sinquefield) : Wesley So | Londres (Chess Classic) : Wesley So                                                               |
| 2017  | Paris : Magnus Carlsen Louvain : Magnus Carlsen Saint-Louis : Levon Aronian                                                            | Saint-Louis (Coupe Sinquefield) : Maxime Vachier-Lagrave | Londres (Chess Classic) : Fabiano Caruana                                                         |
| 2018  | Louvain : Wesley So Paris : Hikaru Nakamura Saint-Louis : Hikaru Nakamura                                                              | Saint-Louis (Coupe Sinquefield) : Levon Aronian, Magnus Carlsen et Fabiano Caruana                                                                                      | Londres (tournoi à quatre,) : Hikaru Nakamura                                                     |
| 2019  | Abidjan : Magnus Carlsen Paris : Maxime Vachier-Lagrave Saint-Louis : Levon Aronian Bucarest : Levon Aronian Calcutta : Magnus Carlsen | Zagreb : Magnus Carlsen Saint-Louis (Coupe Sinquefield) : Ding Liren (vainqueur du départage contre Carlsen)                                                            | Londres (tournoi à quatre) : Ding Liren                                                           |
| 2020  | Le Grand Chess Tour 2020 est annulé.                                                                                                   | Le Grand Chess Tour 2020 est annulé. | Le Grand Chess Tour 2020 est annulé.                                                              |
| 2021  | Paris : Wesley SoZagreb : Maxime Vachier-LagraveSaint-Louis : Hikaru Nakamura                                                          | Bucarest (Superbet classique) : Shakhriyar Mamedyarov | Saint-Louis (Coupe Sinquefield) : Maxime Vachier-Lagrave                                          |
| 2022  | Varsovie : Jan-Krzysztof DudaZagreb : Magnus CarlsenSaint-Louis : Alireza Firouzja                                                     | Bucarest (Superbet classique) : Maxime Vachier-Lagrave | Saint-Louis (Coupe Sinquefield) : Alireza Firouzja (vainqueur du départage contre Nepomniachtchi) |
| 2023  | Varsovie : Magnus Carlsen Zagreb : Magnus CarlsenSaint-Louis : Fabiano Caruana                                                         | Bucarest (Superbet classique) : Fabiano Caruana | Saint-Louis (Coupe Sinquefield) : Fabiano Caruana                                                 |
| 2024  | Varsovie : Magnus CarlsenZagreb : Fabiano CaruanaSaint-Louis : Alireza Firouzja                                                        | Bucarest (Superbet classique) : Fabiano Caruana (vainqueur (3-0) du mini-tournoi de départage contre Firouzja, Gukesh et Pragnanandhaa)                                 | Saint-Louis (Coupe Sinquefield) : Alireza Firouzja                                                |
| 2025  | Varsovie : Vladimir FedosseïevZagreb : Magnus CarlsenSaint-Louis : Levon Aronian                                                       | Bucarest (Superbet classique) : Pragnanandhaa (vainqueur (1,5-0,5) du mini-tournoi de départage contre Firouzja et Vachier-Lagrave) : Saint-Louis (Coupe Sinquefield) : | Sao Paulo (tournoi à quatre)                                                                      |
| Année | Tournois blitz et rapides | Tournois classiques | Tournoi final                                                                                     |

### Palmarès des tournois rapides et blitz
Dans les tournois rapides et blitz, les trois premiers jours sont consacrés aux parties rapides : tournoi toutes rondes à un seul tour, 25 minutes pour chaque joueur avec dix secondes de délai par coup. Les deux derniers jours se déroulent les parties en blitz : tournoi à deux tours, 5 minutes pour chaque joueur avec trois secondes de délai par coup. Une victoire en parties rapides rapporte deux points et une victoire en blitz, un point.
| Année | Tournoi                                                               | Vainqueur(s) du tournoi rapide                                        | Vainqueur du classement combiné (rapide et blitz)                      | Vainqueur(s) du tournoi de blitz                                      | Deuxième(s) du classement combiné                                     |
| ----- | --------------------------------------------------------------------- | --------------------------------------------------------------------- | ---------------------------------------------------------------------- | --------------------------------------------------------------------- | --------------------------------------------------------------------- |
| 2015  | Pas de tournoi rapide et blitz organisé dans le Grand Chess Tour 2015 | Pas de tournoi rapide et blitz organisé dans le Grand Chess Tour 2015 | Pas de tournoi rapide et blitz organisé dans le Grand Chess Tour 2015  | Pas de tournoi rapide et blitz organisé dans le Grand Chess Tour 2015 | Pas de tournoi rapide et blitz organisé dans le Grand Chess Tour 2015 |
| 2016  | Paris 2016                                                            | Hikaru Nakamura (25,5/36)                                             | Hikaru Nakamura (25,5/36)                                              | Hikaru Nakamura Magnus Carlsen                                        | Magnus Carlsen                                                        |
| 2016  | Louvain 2016                                                          | Magnus Carlsen (23/36)                                                | Magnus Carlsen (23/36)                                                 | Magnus Carlsen (23/36)                                                | Wesley So                                                             |
| 2017  | Paris 2017                                                            | Magnus Carlsen                                                        | Magnus Carlsen (24/36) (après départage contre Maxime Vachier-Lagrave) | Maxime Vachier-Lagrave                                                | Maxime Vachier-Lagrave                                                |
| 2017  | Louvain 2017                                                          | Wesley So                                                             | Magnus Carlsen (25,5/36)                                               | Magnus Carlsen (25,5/36)                                              | Wesley So                                                             |
| 2017  | Saint-Louis 2017                                                      | Levon Aronian (24,5/36)                                               | Levon Aronian (24,5/36)                                                | Sergueï Kariakine                                                     | Sergueï Kariakine Hikaru Nakamura                                     |
| 2018  | Louvain 2018                                                          | Wesley So (22/36)                                                     | Wesley So (22/36)                                                      | Sergueï Kariakine                                                     | Sergueï Kariakine Maxime Vachier-Lagrave                              |
| 2018  | Paris 2018                                                            | Wesley So                                                             | Hikaru Nakamura (23/36)                                                | Hikaru Nakamura (23/36)                                               | Sergueï Kariakine                                                     |
| 2018  | Saint-Louis 2018                                                      | Hikaru Nakamura Shakhriyar Mamedyarov                                 | Hikaru Nakamura (22,5/36)                                              | Maxime Vachier-Lagrave                                                | Maxime Vachier-Lagrave                                                |
| 2019  | Abidjan 2019                                                          | Magnus Carlsen (26,5/36)                                              | Magnus Carlsen (26,5/36)                                               | Maxime Vachier-Lagrave                                                | Hikaru Nakamura Maxime Vachier-Lagrave                                |
| 2019  | Paris 2019                                                            | Maxime Vachier-Lagrave (21/36)                                        | Maxime Vachier-Lagrave (21/36)                                         | Viswanathan Anand Jan-Krzysztof Duda Hikaru Nakamura                  | Viswanathan Anand                                                     |
| 2019  | Saint-Louis 2019                                                      | Levon Aronian Maxime Vachier-Lagrave                                  | Levon Aronian (22/36)                                                  | Yu Yangyi Ding Liren Sergueï Kariakine                                | Maxime Vachier-Lagrave Yu Yangyi Ding Liren                           |
| 2019  | Bucarest 2019                                                         | Anton Korobov                                                         | Levon Aronian (20/36) (après départage contre Sergueï Kariakine)       | Lê Quang Liêm Sergueï Kariakine                                       | Sergueï Kariakine                                                     |
| 2019  | Calcutta 2019                                                         | Magnus Carlsen (27/36)                                                | Magnus Carlsen (27/36)                                                 | Magnus Carlsen Hikaru Nakamura                                        | Hikaru Nakamura                                                       |
| 2020  | Le Grand Chess Tour 2020 est annulé.                                  | Le Grand Chess Tour 2020 est annulé.                                  | Le Grand Chess Tour 2020 est annulé.                                   | Le Grand Chess Tour 2020 est annulé.                                  | Le Grand Chess Tour 2020 est annulé.                                  |
| 2021  | Paris 2021                                                            | Wesley So (24,5/36)                                                   | Wesley So (24,5/36)                                                    | Wesley So (24,5/36)                                                   | Ian Nepomniachtchi                                                    |
| 2021  | Zagreb 2021                                                           | Ian Nepomniachtchi                                                    | Maxime Vachier-Lagrave (23/36)                                         | Maxime Vachier-Lagrave (23/36)                                        | Viswanathan Anand                                                     |
| 2021  | Saint-Louis 2021                                                      | Hikaru Nakamura (23,5/36)                                             | Hikaru Nakamura (23,5/36)                                              | Hikaru Nakamura (23,5/36)                                             | Fabiano Caruana                                                       |
| 2022  | Varsovie 2022                                                         | Viswanathan Anand                                                     | Jan-Krzysztof Duda (24/36)                                             | Fabiano Caruana                                                       | Levon Aronian Viswanathan Anand                                       |
| 2022  | Zagreb 2022                                                           | Jorden van Foreest                                                    | Magnus Carlsen (22,5/36)                                               | Maxime Vachier-Lagrave Ian Nepomniachtchi                             | Alireza Firouzja Maxime Vachier-Lagrave                               |
| 2022  | Saint-Louis 2022                                                      | Maxime Vachier-Lagrave Alireza Firouzja                               | Alireza Firouzja (26/36)                                               | Alireza Firouzja (26/36)                                              | Hikaru Nakamura                                                       |
| 2023  | Varsovie 2023                                                         | Jan-Krzysztof Duda                                                    | Magnus Carlsen (24/36)                                                 | Magnus Carlsen (24/36)                                                | Jan-Krzysztof Duda                                                    |
| 2023  | Zagreb 2023                                                           | Ian Nepomniachtchi Fabiano Caruana                                    | Magnus Carlsen (26/36)                                                 | Magnus Carlsen (26/36)                                                | Ian Nepomniachtchi                                                    |
| 2023  | Saint-Louis 2023                                                      | Ray Robson                                                            | Fabiano Caruana (21/36)                                                | Fabiano Caruana (21/36)                                               | Maxime Vachier-Lagrave                                                |
| 2024  | Varsovie 2024                                                         | Wei Yi                                                                | Magnus Carlsen (26/36)                                                 | Magnus Carlsen (26/36)                                                | Wei Yi                                                                |
| 2024  | Zagreb 2024                                                           | Fabiano Caruana (27/36)                                               | Fabiano Caruana (27/36)                                                | Maxime Vachier-Lagrave Alireza Firouzja                               | Wesley So Maxime Vachier-Lagrave Alireza Firouzja                     |
| 2024  | Saint-Louis 2024                                                      | Alireza Firouzja Ian Nepomniachtchi Maxime Vachier-Lagrave            | Alireza Firouzja (23/36)                                               | Alireza Firouzja (23/36)                                              | Wesley So                                                             |
| 2025  | Varsovie 2025                                                         | Vladimir Fedosseïev, Alireza Firouzja, Aravindh Chithambaram          | Vladimir Fedosseïev (26,5/36)                                          | Vladimir Fedosseïev (26,5/36)                                         | Maxime Vachier-Lagrave                                                |
| 2025  | Zagreb 2025                                                           | Dommaraju Gukesh                                                      | Magnus Carlsen (22,5/36)                                               | Magnus Carlsen (22,5/36)                                              | Wesley So                                                             |
| 2025  | Saint-Louis 2025                                                      | Fabiano Caruana                                                       | Levon Aronian (24,5/36)                                                | Levon Aronian (24,5/36)                                               | Fabiano Caruana                                                       |
| Année | Tournoi                                                               | Vainqueur(s) du tournoi rapide                                        | Vainqueur du classement combiné (rapide et blitz)                      | Vainqueur(s) du tournoi de blitz                                      | Deuxième(s) du classement combiné                                     |

## Grand Chess Tour 2015
Le Grand Chess Tour est constitué en 2015 de trois tournois : le tournoi Norway Chess, la Coupe Sinquefield et le Tournoi Chess Classic de Londres. Chacun des trois événements est doté de 300 000 dollars de prix. De plus les compétiteurs ont un décompte de points spécifiques pour se partager 150 000 dollars et enfin le vainqueur du Tour recevra un prix supplémentaire de 75 000 dollars. Le montant total des prix pour le circuit est de 1 050 000 de dollars.
Chaque tournoi du Grand Chess Tour 2015 invite dix joueurs faisant partie des meilleurs grands maîtres mondiaux : neuf joueurs choisis selon leur classement Elo et le dixième sélectionné par chaque hôte organisateur. Ces joueurs sont : Magnus Carlsen, Fabiano Caruana, Aleksandr Grichtchouk, Veselin Topalov, Viswanathan Anand, Levon Aronian, Anish Giri, Hikaru Nakamura, Maxime Vachier-Lagrave. De plus Michael Adams, Jon Ludvig Hammer et Wesley So sont sélectionnés respectivement par les organisateurs du Tournoi de Londres, du Norway Chess et de la Coupe Sinquefield.
Carlsen remporte le tournoi Chess Classic de Londres, termine deuxième de la Coupe Sinquefield et septième du tournoi Norway Chess, devançant Giri dans deux tournois (Saint-Louis et Londres) et Aronian dans deux tournois (Stavanger et Londres).
| Rang | Joueurs                | Fédération  | Classement Elo décembre 2015 | Norway Chess | Coupe Sinquefield | Chess Classic de Londres | Total des points | Total des gains |
| ---- | ---------------------- | ----------- | ---------------------------- | ------------ | ----------------- | ------------------------ | ---------------- | --------------- |
| 1    | Magnus Carlsen         | Norvège     | 2 834                        | 4            | 10                | 12                       | 26               | $215 000        |
| 2    | Anish Giri             | Pays-Bas    | 2 784                        | 7            | 6                 | 10                       | 23               | $155 000        |
| 3    | Levon Aronian          | Arménie     | 2 788                        | 2            | 13                | 7                        | 22               | $145 000        |
| 4    | Maxime Vachier-Lagrave | France      | 2 773                        | 5            | 7                 | 8                        | 20               | $90 000         |
| 5    | Hikaru Nakamura        | États-Unis  | 2 793                        | 8            | 8                 | 3                        | 19               | $95 000         |
| 6    | Veselin Topalov        | Bulgarie    | 2 803                        | 13           | 4                 | 1                        | 18               | $105 000        |
| 7    | Aleksandr Grichtchouk  | Russie      | 2 747                        | 3            | 5                 | 6                        | 14               | $60 000         |
| 8    | Viswanathan Anand      | Inde        | 2 796                        | 10           | 2                 | 2                        | 14               | $80 000         |
| 9    | Fabiano Caruana        | États-Unis  | 2 787                        | 6            | 3                 | 4.5                      | 13,5             | $55 000         |
| 10   | Michael Adams          | Royaume-Uni | 2 737                        |              |                   | 4.5                      | 4,5              | $20 000         |
| 11   | Jon Ludvig Hammer      | Norvège     | 2 695                        | 1            |                   |                          | 1                | $15 000         |
| 12   | Wesley So              | États-Unis  | 2 775                        |              | 1                 |                          | 1                | $15 000         |

## Grand Chess Tour 2016
Après la sortie du tournoi Norway Chess du circuit, les quatre tournois composant le Grand Chess Tour 2016 sont :
- le Grand Chess Tour Paris, tournoi de parties rapides jouées du 8 au 14 juin 2016 à Paris ;
- le Your Next Move Grand Chess Tour, tournoi de parties rapides jouées à Louvain en Belgique du 15 au 20 juin ;
- la Coupe Sinquefield 2016 ;
- le Tournoi Chess Classic de Londres 2016[23].

Le total des dotations pour l'ensemble des quatre tournois est de 1,050,000 dollars réparti comme suit : Paris (150,000 dollars), Bruxelles (150,000 dollars), Sinquefield Cup Saint Louis (300,000 dollars), London Chess Classic (300,000 dollars), le bonus pour le vainqueur du Grand Chess Tour 2016 étant de 150,000 dollars.
Les neuf joueurs invités titulaires sont Vladimir Kramnik, Fabiano Caruana, Anish Giri, Hikaru Nakamura, Maxime Vachier-Lagrave, Levon Aronian, Veselin Topalov, Wesley So et Viswanathan Anand. Laurent Fressinet a bénéficié de l'invitation spéciale des organisateurs parisiens tandis que Ding Liren a été choisi par ceux de Saint Louis.  Quant à Magnus Carlsen, il était l'invité spécial à la fois à Paris et à Bruxelles-Louvain.

### Grand Chess Tour Paris 2016
Sponsorisé par  Vivendi et Colliers International France, le tournoi, joué du 8 au 14 juin à Paris et doté de 150 000 dollars de prix, comportait deux phases : l'une en cadence rapide (25 min + 10 s par coup), l'autre en blitz (5 min + 2 s par coup), et est remporté par Hikaru Nakamura devant Magnus Carlsen et Maxime Vachier-Lagrave.

### Your Next Move Louvain 2016
Disputé à Louvain en Belgique du 17 au 20 juin 2016, du même format que le Grand Chess Tour Paris 2016 (deux phases de deux jours, d'abord en cadence rapide (25 min + 10 s par coup) puis en Blitz (5 min + 2 s par coup)), 150 000 dollars de prix, ce tournoi, le plus fort ayant jamais été organisé en Belgique s'est terminé par la victoire de Magnus Carlsen, devant Wesley So et Levon Aronian.

### Coupe Sinquefield 2016
Disputée à Saint-Louis du 4 au 16 août 2016, du même format que la coupe Sinquefield 2015 (dix joueurs, parties classiques), ce tournoi toutes rondes est remporté par Wesley So devant cinq joueurs ex æquo.

### Tournoi de Londres 2016
Wesley So remporte le tournoi Chess Classic de Londres du 9 au 18 décembre avec 6 points sur 9 devant Fabiano Caruana. Il est le seul joueur à remporter deux tournois et termine premier du classement général.

## Grand Chess Tour 2017
Les cinq tournois composant le Grand Chess Tour 2017 sont :
- le Grand Chess Tour Paris, tournoi de parties rapides et blitz jouées du 21 au 25 juin à Paris ;
- le Your Next Move Grand Chess Tour, tournoi de parties rapides et blitz jouées à Louvain en Belgique du 28 juin au 2 juillet ;
- la Coupe Sinquefield du 31 juillet au 12 août 2017 ;
- le tournoi rapide et blitz de Saint-Louis, du 13 au 20 août 2017 ;
- le Tournoi Chess Classic de Londres, du 30 novembre au 11 décembre 2017.

## Grand Chess Tour 2018
Les cinq tournois composant le Grand Chess Tour 2018 sont :
- le Your Next Move Grand Chess Tour, tournoi de parties rapides et blitz jouées à Louvain en Belgique du 12 au 16 juin  ;
- le Grand Chess Tour Paris, tournoi de parties rapides et blitz jouées du 20 au 24 juin à Paris ;
- le tournoi rapide et blitz de Saint-Louis, du 10 au 16 août 2018 ;
- la Coupe Sinquefield du 17 au 28 août 2018 ;
- le Tournoi Chess Classic de Londres, du 8 au 17 décembre 2018.

## Grand Chess Tour 2019
Les huit tournois composant le Grand Chess Tour 2019 sont :
- le  tournoi de parties rapides et blitz d'Abidjan en Côte d'Ivoire du 6 au 13 juin  ;
- le Grand Chess Tour Croatie, tournoi classique du 24 juin au 9 juillet à Zagreb  ;
- le Grand Chess Tour Paris, tournoi de parties rapides et blitz jouées du 26 juillet au 1er août à Paris ;
- le tournoi rapide et blitz de Saint-Louis, du 8 au 15 août 2019 ;
- la Coupe Sinquefield du 15 au 30 août 2019 ;
- le tournoi Superbet rapide et blitz de Bucarest en Roumanie du 4 au 11 novembre ;
- le tournoi Tata Steel rapide et blitz de Calcutta en Inde du 20 au 27 novembre ;
- le Tournoi Chess Classic de Londres, du 29 novembre au 8 décembre 2019.

## Grand Chess Tour 2020
Cinq tournois étaient prévus en 2020 : le tournoi Superbet classique de Bucarest en Roumanie en mai ; le Grand Chess Tour Paris, tournoi de parties rapides et blitz en juin à Paris ; le Grand Chess Tour Croatie, tournoi rapide et blitz en juillet à Zagreb  ; le tournoi rapide et blitz de Saint-Louis, en août ; la Coupe Sinquefield en septembre.
Le Grand Chess Tour 2020 est annulé. Le tournoi rapide et blitz de Saint-Louis est organisé du 15 au 19 septembre sur internet et remporté par Magnus Carlsen et Wesley So.

## Grand Chess Tour 2021
les cinq tournois composant le Grand Chess Tour 2021 sont :
- le tournoi Superbet classique de Bucarest en Roumanie du 3 au 15 juin, remporté par Shakhriyar Mamedyarov ;
- le Grand Chess Tour Paris, tournoi de parties rapides et blitz jouées du 18 au 22 juin à Paris, remporté par Wesley So ;
- le Grand Chess Tour Croatie, tournoi rapide et blitz du 5 au 12 juillet à Zagreb, remporté par Maxime Vachier-Lagrave ;
- le tournoi rapide et blitz de Saint-Louis, du 9 au 16 août 2021, remporté par Hikaru Nakamura ;
- la Coupe Sinquefield du 16 au 28 août 2021, remportée par Maxime Vachier-Lagrave, qui termine ainsi second du Grand Chess Tour 2021 derrière le vainqueur, Wesley So.

## Grand Chess Tour 2022
Les cinq tournois composant le Grand Chess Tour 2022 sont :
- le tournoi Superbet classique de Bucarest en Roumanie du 3 au 14 mai, remporté par Maxime Vachier-Lagrave ;
- le tournoi Superbet Rapide et blitz de Pologne, tournoi de parties rapides et blitz jouées du 17 au 24 mai à Varsovie, remporté par Jan-Krzysztof Duda ;
- le Super United Croatie, tournoi rapide et blitz du 18 au 25 juillet à Zagreb, remporté par Magnus Carlsen ;
- le tournoi rapide et blitz de Saint-Louis, du 24 au 31 août 2022, remporté par Alireza Firouzja ;
- la Coupe Sinquefield du 31 août au 13 septembre 2022 (marquée par l'affaire Carlsen contre Niemann), remportée par Alireza Firouzja, qui remporte en même temps le Grand Chess Tour.

## Grand Chess Tour 2023
Les cinq tournois composant le Grand Chess Tour 2023 sont :
- le tournoi Superbet classique de Bucarest en Roumanie du 4 au 16 mai ; remporté par Fabiano Caruana
- le tournoi Superbet Rapide et blitz de Pologne, tournoi de parties rapides et blitz jouées du 19 au 26 mai à Varsovie ; remporté par Magnus Carlsen
- le Super United Croatie, tournoi rapide et blitz du 3 au 10 juillet à Zagreb ; remporté par Magnus Carlsen
- le tournoi rapide et blitz de Saint-Louis, du 14 au 18 novembre 2023 ; remporté par Fabiano Caruana
- la Coupe Sinquefield du 21 au 30 novembre 2023. Remporté par Fabiano Caruana

## Grand Chess Tour 2024
Les cinq tournois composant le Grand Chess Tour 2024 sont :
- le tournoi Superbet Rapide et blitz de Pologne, tournoi de parties rapides et blitz jouées du 6 au 13 mai à Varsovie ;
- le tournoi Superbet classique de Bucarest en Roumanie du 24 juin au 6 juillet ;
- le Super United Croatie, tournoi rapide et blitz du 8 au 15 juillet à Zagreb ;
- le tournoi rapide et blitz de Saint-Louis, du 10 au 17 août 2024 ;
- la Coupe Sinquefield du 17 au 30 août 2024.

## Grand Chess Tour 2025
Les six tournois composant le Grand Chess Tour 2025 sont :
- le tournoi Superbet Rapide et blitz de Pologne, tournoi de parties rapides et blitz jouées du 24 avril au 1 mai à Varsovie ;
- le tournoi Superbet classique de Bucarest en Roumanie du 5 au 17 mai ;
- le Super United Croatie, tournoi rapide et blitz du 30 juin au 7 juillet à Zagreb ;
- le tournoi rapide et blitz de Saint-Louis, du 9 au 16 août 2025 ;
- la Coupe Sinquefield du 16 au 29 août 2025 ;
- la finale du Grand Chess Tour (GCT finals) à Sao Paulo au Brésil du 25 septembre au 2 octobre 2025.